# Mozzate
Mozzate (lombardul: Mozzaa) település Olaszországban, Lombardia régióban, Como megyében. Lakosainak száma 8749 fő (2023. január 1.). Mozzate Carbonate, Gorla Maggiore, Limido Comasco, Gorla Minore, Lurago Marinone és Cislago községekkel határos.

## Népesség
A település lakossága az elmúlt években az alábbi módon változott:
| Lakosok száma | 8975 | 8971 | 8749 |
|               | 2017 | 2018 | 2023 |